# Aleksandrów (gmina Iłów)
Aleksandrów – wieś w Polsce położona w województwie mazowieckim, w powiecie sochaczewskim, w gminie Iłów.
Sołectwo Aleksandrów-Wszeliwy tworzą wsie Aleksandrów i Wszeliwy.
W latach 1975–1998 miejscowość należała administracyjnie do województwa płockiego.